# Красненський район (Львівська область)
Колишній район Львівської області із центром у селищі міського типу Красне.

## Історія
Красненський район було створено 10 січня 1940 року політбюро ЦК КП(б)У обговорило питання про утворення районів у Львівській області УРСР у тому числі з центром у селищі (с. Красне)
Однак вже незабаром він припинив своє функціонування у зв'язку з тим, що територія району перейшла під контроль гітлерівської Німеччини. Радянську владу було відновлено лише 18 липня 1944 року після того, як війська 1-го Українського фронту перейшли в наступ і оволоділи рядом населених пунктів Львівської області, у тому числі залізничною станцією та районним центром Красне.
У повоєнні роки економіка району розвивалась не надто швидкими темпами — лише у червні 1949 року управління сільського господарства вперше отримало комбайни для МТС Краснянського району. У 1959 році територія Красненського району поділена між Буським і Глинянським районами.

## Красненський райком КП(б)У
Одразу з утвердженням радянської влади було утворено Красненський райком КП(б)У — у січні 1940 року, однак вже у червні 1941 року у зв'язку з початком німецько-радянської війни він припинив своє функціонування. Його відновлено було лише у 1944 році після повернення в Галичину радянських військ. У березні 1959 року у зв'язку із входженням району до складу Буського району діяльність райкому припинено.
Структура райкому включала наступні підрозділи: Бюро (загальний відділ), організаційно-інструкторський відділ (з 1949 р. — відділ партійних, профспілкових та комсомольських організацій), сектор партійної статистики, відділ пропаганди й агітації, сільськогосподарський відділ, військовий відділ, відділ по роботі серед жінок, відділ кадрів.

## Національно-визвольна боротьба та репресії
На території Красненського району активну діяльність вела УПА. Зокрема тут діяли сотня «Генерала», «Дубового», «Лапайдуха». Також тут діяла боївка СБ «Ігора-Олега»
Із сотнями УПА вело боротьбу НКВД яке у Красненському районі очолював Т. А. Насад